# Larry Hornbeck
Larry Hornbeck est un ingénieur américain qui contribua à la réalisation de la technologie DLP CINEMA lorsqu'il travaillait chez Texas Instruments.